# Égua do Lorde Morton

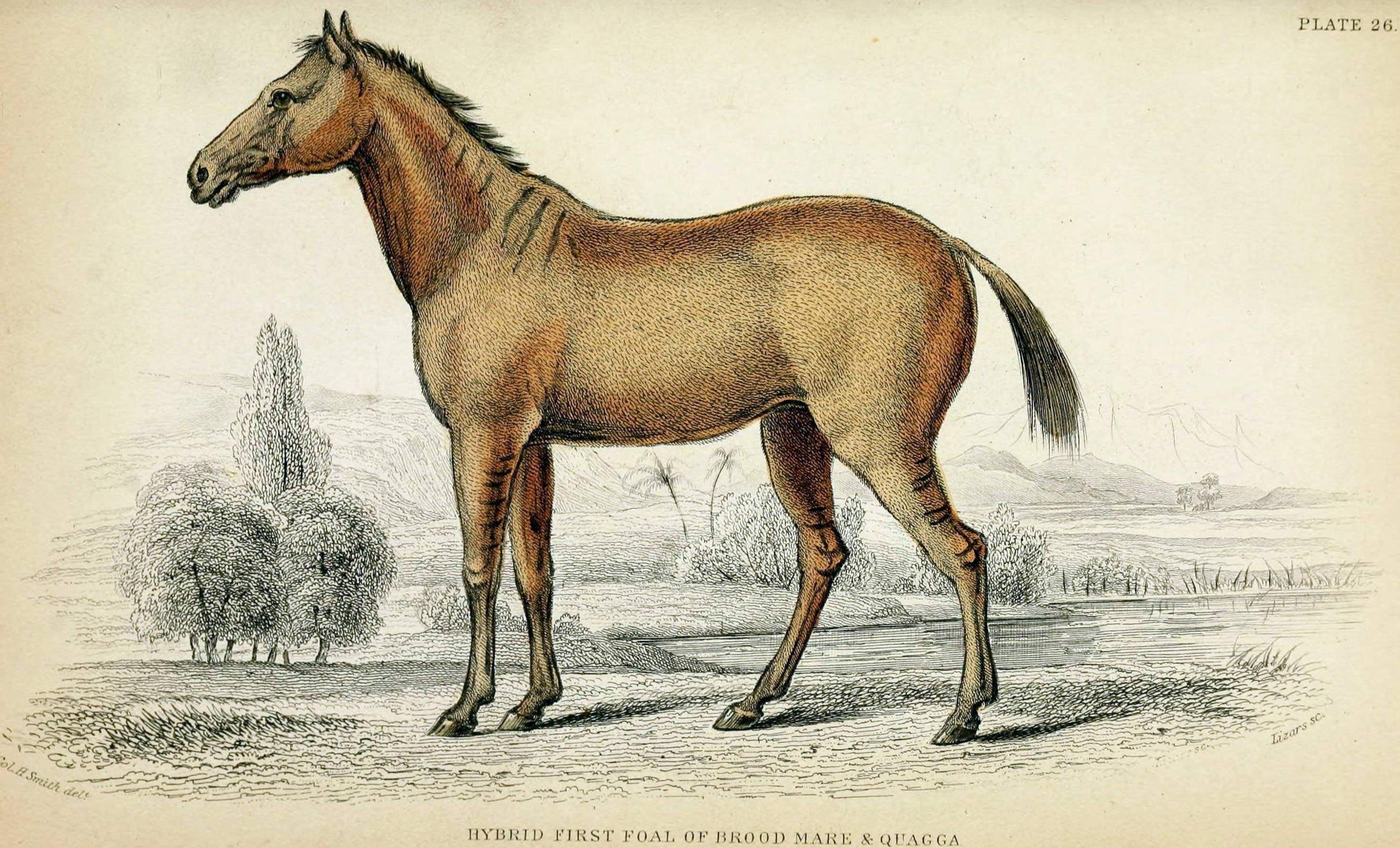
O primeiro híbrido entre uma fêmea de cavalo e um quagga macho

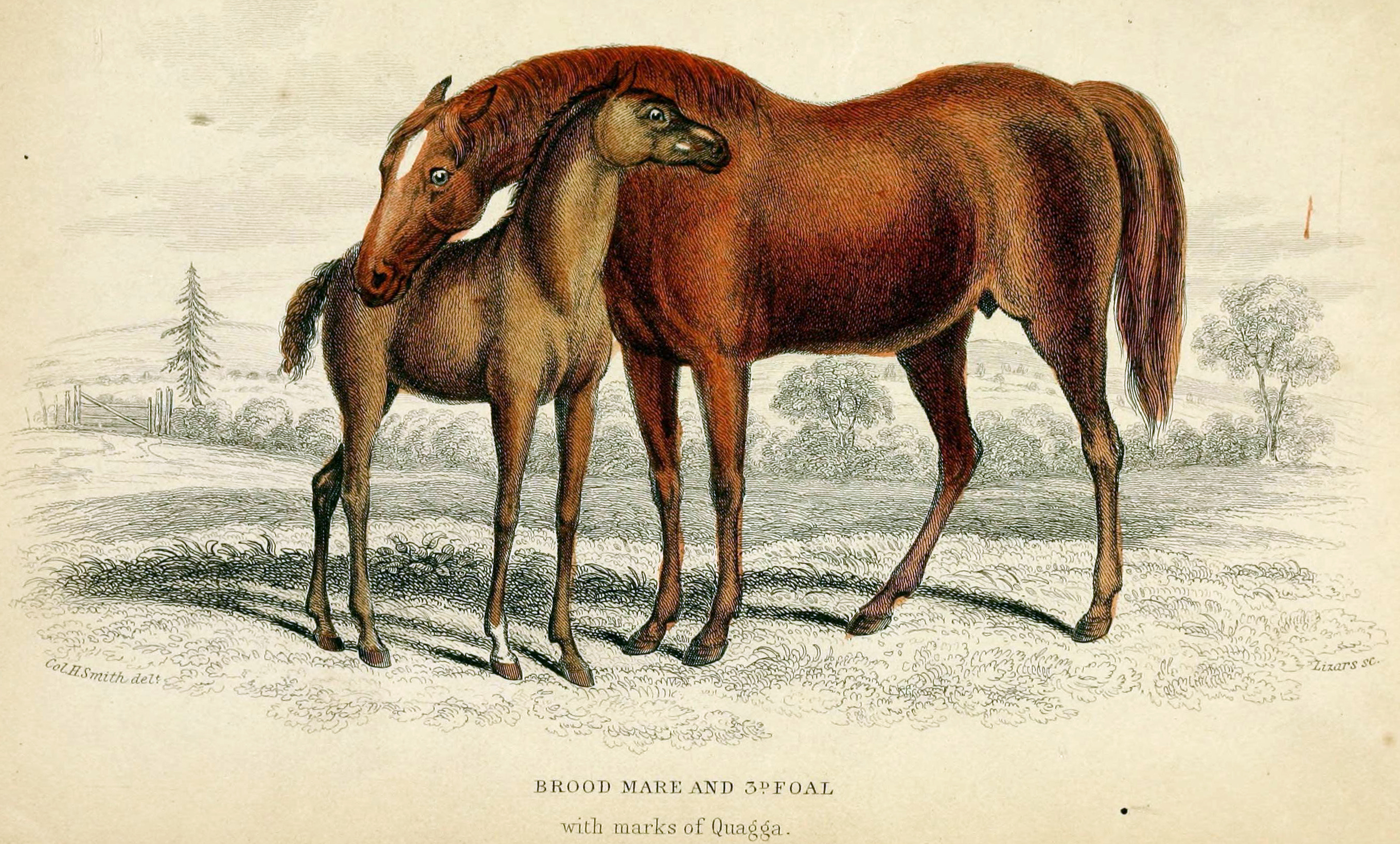
A fêmea com sua cria

A égua do Lorde Morton foi uma fêmea híbrida resultante do cruzamento de um quagga macho com uma fêmea de cavalo.
Em 1821, George Douglas, 16.º Conde de Morton informou ao presidente da Royal Society, que, com o intuito de domesticar o quagga, ele havia cruzado uma égua castanha árabe com um garanhão quagga, e que, posteriormente, Lorde Morton cruzou a fêmea resultante com um garanhão branco e descobriu que os filhos tinham listras estranhas nas pernas, parecida com as listras do quagga. A Royal Society publicou a carta do Lorde Morton na Philosophical Transactions, em 1821.
Estes relatórios circunstanciais parecem confirmar a ideia antiga da herdabilidade em telegonia: Charles Darwin citou o exemplo em A Origem das Espécies (1859) e The Variation of Animals and Plants under Domestication (1868). O conceito de telegonia, no qual a semente de um homem pode continuar a afetar a prole de uma fêmea, seja animal ou humana, havia sido herdada de Aristóteles e permaneceu uma teoria legítima até experimentos na década de 1890 confirmarem a herança mendeliana. Biólogos autuais explicam o fenômeno da égua do Lorde Morton usando alelos dominantes e recessivos.